# 關懷台灣文教基金會
善耕台灣-關懷台灣文教基金會，聯意製作股份有限公司（TVBS）於1999年5月20日捐助設立，中華民國內政部登記全名「財團法人台北市TVBS關懷台灣文教基金會」；因TVBS董事不再續任，於2016年更名為「財團法人台北市關懷台灣文教基金會」，董事長為知名電視人李濤，主要關注於偏鄉教育公益活動，資助偏鄉學校進行多元課業輔導計畫，並拍攝《熱血老師 ♥ 翻轉學生》、《善耕台灣》等節目，挖掘台灣動人的好故事，讓大眾了解於偏鄉服務教師的辛苦；從2007年起持續認養偏遠地區清寒學生，補助其獎助學金。

## 公益活動
- 1999年：九二一大地震：臺中縣立光復國民中學位於車籠埔斷層上而校舍全毀。10月23日遷入臨時校地，並得TVBS關懷台灣文教基金會與中華民國教育部認養。
- 2001年2月13日：臺中縣立光復國民中學原校址定名為「九二一地震教育園區」，由TVBS關懷台灣文教基金會規劃興建，國立自然科學博物館負責之後的規劃與營運。
- 2001年5月：基金會發起「搶救台灣大作戰[3]」活動，由劉德華擔任活動代言人，號召各界幫助高失業率地區脫貧解困。
- 2003年5月22日TVBS主播群進錄音間，獻唱「寶貝我們的希望」主題曲《蝸牛》。
- 2004年9月21日：關懷台灣文教基金會捐新台幣1.5億元資助之下，九二一地震教育園區落成。
- 2007年：關懷文教基金會開始長期認養偏遠地區，清寒學生比例高的中小學，每年提供6000元助學金。
- 2008年7月：台中廣三SOGO百貨首度舉辦【藍心湄&陳美鳳 慈善義賣活動[4]】，希望透過此次義賣號召更多人一同加入關懷弱勢兒童的行列。
- 2010年3月11日：基金會與國立清華大學合作，在屏東縣屏北高中成立「清華原住民實驗班」。
- 2014年9月：基金會於教師節前夕舉辦「向老師致敬[5][6]」系列活動，號召社會大眾尊崇老師，提昇老師社會地位，讓老師感受身為人師的責任與價值，並號召更多老師加入幫助弱勢孩童脫貧的行列，進而重建台灣新世代的價值。
- 2015年9月：李濤創作、蕭敬騰等藝人演唱　《謝謝老師》版稅將助偏鄉兒童「謝謝老師 可愛搖滾版[7]」單曲發行，今更邀請到蕭敬騰、左左右右、黃子佼及李濤共同演唱。
- 2015年9月：人間衛視與關懷文教基金會共同打造全新節目【熱血老師 翻轉學生[8][9][10]】。每集將邀請各方教育學者、專業人士，藉由熱血老師的例子，與主持人一同探討台灣教育各個層面的問題。
- 2016年7月：【協力童心 畫！嘩！[11]！】樹人國小師生版畫特展於台北華山文創園區開展，一場《偏鄉教育的小革命》。
- 2016年9月28日：李濤偕藝人蕭敬騰、左左右右、三玉國小合唱團以及莊敬高職表演藝術科舞蹈組，共同策劃演出一場謝師快閃活動[6]。
- 2016年12月：關懷台灣文教基金會、善耕365公益平台與趨勢科技共同合作，打造魔法VR巴士走遍台灣，目前仍持續全台巡迴中。

## 認同卡
- 1996年9月：TVBS與慶豐銀行合作發行「TVBS關懷台灣認同卡」，首開媒體發行信用卡的先例。
- 2003年5月：TVBS關懷台灣文教基金會與台北富邦銀行合作發行「TVBS寶貝希望認同卡」。

兩卡所有消費刷卡千分之三基金匯入「TVBS寶貝我們的希望」專戶。

## 更名
- 時任TVBS董事長張孝威在2015年7月因TVBS駐派「關懷台灣文教基金會」的董事楊盛昱先生任期已滿，TVBS也沒有獲續聘，使得TVBS與關懷台灣文教基金會為兩家獨立運作的單位，故要求現任基金會董事長李濤將基金會更名並移除「TVBS」商標，英文名稱也改為「Taiwan Care Charity Foundation」。目前已經全部更正，關懷台灣文教基金會[12]現與TVBS無關聯。
- 於2016年，TVBS官方網站也移除「TVBS關懷台灣文教基金會」的網址「www.tvbs.com.tw/foundation」，在「關懷台灣文教基金會」與TVBS分拆後重新同年六月以新網站「www.caringfortaiwan.org.tw/」繼續運作。

## 資料來源
1. ↑  YouTube上的【熱血老師 ♥ 翻轉學生】播放列表
2. ↑  YouTube上的【善耕人物誌】播放列表
3. ↑  愛的全記錄 （页面存档备份，存于）.關懷台灣文教基金會
4. ↑  林俐瑄.心湄行善破例通敵《小燕》 （页面存档备份，存于）.中時電子報.2015-12-17
5. ↑  YouTube上的0927 起立，敬禮，謝謝老師 - 向老師致敬晚會.中華電視公司.2014-09-28
6. 1 2  何文君.影／起立敬禮謝謝您！　帶動唱快閃慶教師節 （页面存档备份，存于）.TVBS.2016-09-28
7. ↑  YouTube上的【謝謝老師 可愛搖滾版】全球大首播.關懷台灣文教基金會.2015-09-17
8. ↑  .   [2017-03-02]. （原始内容存档于2017-03-02）.
9. ↑  李濤創作、蕭敬騰等藝人演唱　《謝謝老師》版稅將助偏鄉兒童 （页面存档备份，存于）.快點TV.2015-09-18
10. ↑  YouTube上的【TVBS基金會】孩子的未來需要翻轉，不能一片空白!.TVBS NEWS.2014-10-06
11. ↑  樹人國小師生版畫特展""協力童心 畫！嘩！哇！"" （页面存档备份，存于）.國立教育廣播電台.2016-07-04
12. ↑  終身志工 李濤的一封信.關懷台灣文教基金會的存檔，存档日期2016-12-20.

## 外部連結
- 善耕台灣-關懷台灣文教基金會 （页面存档备份，存于）（繁體中文）
- 善耕-關懷台灣文教基金會的Facebook專頁
- YouTube上的關懷台灣文教基金會頻道